# Nenja
Nenja (izvirno Nenya; beseda izhaja iz kvenje, kjer nén pomeni vodo) je v Tolkienovi mitologiji prstan vode, imenovan tudi diamantni prstan in eden izmed treh Prstanov moči. Ustvaril ga je Celebrimbor s Sauronovo pomočjo in ga kasneje nosil, dokler ga sovražnik ni ujel in usmrtil. To je slutil, zato je predhodno prstan izročil Galadriel. Prstan je tako varoval Lothlorien in z njegovo močjo je Galadriel ustvarila t. i. Galadrielino zrcalo.
Ostala prstana moči sta Narja (prstan ognja) in Vilja (prstan zraka).